# Avenida Atahualpa
La avenida Atahualpa es una de las principales avenidas de la ciudad de Cajamarca, en el Perú. Se constituye como la principal vía de comunicación entre los distritos de Cajamarca y Baños del Inca, cubriendo un recorrido aproximado de 5 kilómetros de oeste a este. Su trazo es continuado al este por la avenida Manco Cápac.

## Historia
La avenida fue construida en el año 1954 para reemplazar a una antigua trocha asentada sobre el camino prehispánico que conectaba Cajamarca y los baños termales de Pultumarka. Esta senda se emplazaba a lo largo del cauce del río San Lucas y parte de su recorrido forma parte del actual jirón El Inca. Se cree que dicha vía fue empleada por el inca Atahualpa y su ejército para dirigirse a Cajamarca tras recibir la invitación para encontrarse con Francisco Pizarro.
En el año 1998, durante la gestión edil de Luis Guerrero Figueroa, se amplió la avenida a dos carriles por sentido y se construyeron la ciclovía alterna y el paso peatonal subterráneo que conecta el campus de la Universidad Nacional de Cajamarca con la margen izquierda de la vía. En el año 2014, se llevó a cabo una remodelación total del pavimento asfáltico de la avenida.

## Recorrido
Se inicia en el pasaje Santa Rosa, donde se ubica un puente que cruza la quebrada Calispuquio, continuando el trazado de la avenida de los Héroes de San Ramón. En su primera cuadra se localizan la Compañía de Bomberos Cajamarca N° 59 y el colegio nacional Dos de Mayo. En la intersección con el jirón Sucre destacan un local del Banco de Crédito, Tiendas EFE y el estudio de televisión del canal municipal TV Norte.
La cuadra 2 se caracteriza por la existencia de una variedad de terminales de transporte interprovincial. En la intersección con la avenida San Martín de Porres (conocida como el Cruce a Jesús) se encuentra el concesionario automotriz Manucci Diesel. En la intersección con el jirón Progreso están ubicados el centro de salud Magna Vallejo y un paradero de combis que prestan servicio de transporte hacia el distrito de La Encañada. En esta misma intersección, la avenida cruza nuevamente la quebrada Calispuquio.
Entre las cuadras 5 y 6 se sitúa el óvalo Musical, punto de confluencia con la avenida Evitamiento Sur. En esta intersección inicia el recorrido de una ciclovía, emplazada a lo largo del margen derecho y separada de la calzada vehicular por una berma. En el tramo comprendido entre las cuadras 6 y 10, la avenida recorre el sector sur de la urbanización Villa Universitaria.
En la cuadra 10 se localiza el campus de la Universidad Nacional de Cajamarca, donde la avenida cruza un paso peatonal subterráneo. En el lado izquierdo destaca el complejo Qhapaq Ñan, construido en el año 2008 para albergar entidades estatales y lugares de esparcimiento público. Sus vías de acceso son la avenida La Cantuta y la alameda de los Incas; esta última se interseca con la avenida Atahualpa en una rotonda, sobre la cual se levanta un puente peatonal.
La avenida toma el carácter de autopista a partir de este sector y va dejando paulatinamente el casco urbano de la ciudad de Cajamarca. En el kilómetro 4 están ubicados el campus del Instituto Superior Tecnológico Público de Cajamarca y la sede de la Dirección Regional de Educación. Cerca del caserío Bella Unión, la avenida atraviesa un puente que cruza el río Mashcón, límite de los distritos de Cajamarca y Baños del Inca.
Poco antes de finalizar su recorrido, la avenida ingresa a la zona urbana del distrito de Baños del Inca. Allí se ubican el campo ferial Fongal Cajamarca y el campus del SENATI, en las márgenes derecha e izquierda respectivamente. La avenida termina en una rotonda que es punto de confluencia de los jirones Cahuide, Túpac Yupanqui y la avenida Manco Cápac, esta última continúa el recorrido de la avenida Atahualpa hasta el centro poblado de Puylucana.

## Galería

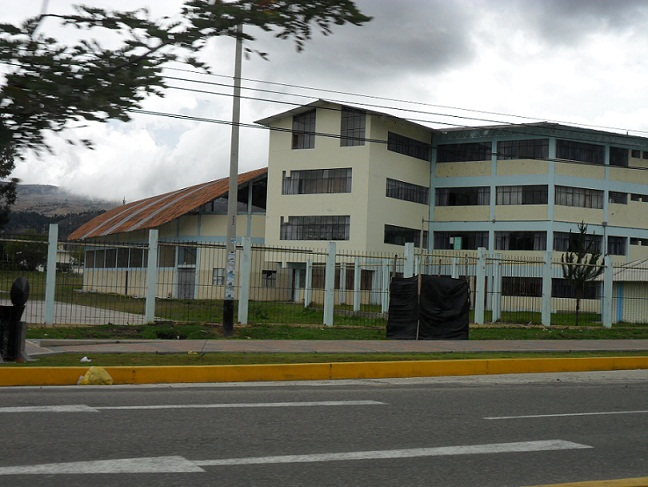
Facultad de Medicina y coliseo de la UNC.